# Северный Ледовитый океан (картина)
«Северный Ледовитый океан» — картина Каспара Давида Фридриха, представителя немецкого романтизма, написанная в 1823—1824 годах. Также известна под названием «Крушение надежды». В настоящее время хранится в Гамбургском кунстхалле.
На пейзаже изображена сцена кораблекрушения среди глыб арктического льда, нагромождённых в форме дольмена или монолитной гробницы с устремлёнными в небо острыми краями. Справа видна корма погибшего корабля, надпись на которой «HMS Griper» подтверждает, что это один из участников экспедиций Вильяма Эдварда Парри 1819—1820 и 1824 годов.
Фридрих написал две картины на данную тему, более ранняя из которых в настоящее время утрачена. Она была выставлена в Дрезденской академии изобразительных искусств в 1822 году под названием «Кораблекрушение у берегов Гренландии в лунном свете. Фантазия автора». «Северный Ледовитый океан» был представлен публике в Пражской академии изобразительных искусств в 1824 году под названием «Идеализированная картина арктического моря с кораблекрушением в нагромождённых массах льда». В описи имущества Фридриха она фигурировала как «Ледяная картина. Катастрофа экспедиции к Северному полюсу».
Коллекционер Иоганн Готтлоб фон Квандт сделал заказ на две картины, которые должны были символизировать южную и северную природу. Первый из них, под названием «Южная природа в её обильном и величественном великолепии», достался живописцу Иоганну Мартину фон Родену, второй — «Северная природа во всей её ужасающей красоте» — Каспару Давиду Фридриху. В письме 1821 года Василий Жуковский свидетельствует, что Фридрих «сам не знает что будет писать; он ждёт момента вдохновения, которое (по его собственным словам) иногда приходит во сне».
Фридриху наверняка были известны отчёты экспедиций Уильяма Парри в поисках Северо-Западного прохода 1819—1820 годов, регулярно публиковавшиеся в то время. Зимой 1820—1821 годов художник выполнил ряд эскизов плавучего льда на Эльбе неподалёку от Дрездена, которые, вероятно, были использованы при написании картины.
«Северный Ледовитый океан» произвёл неизгладимое впечатление на французского скульптора Давида д’Анже во время его посещения Дрездена в 1834 году. Он отозвался о работе следующим образом: «Дух Фридриха мрачен. Он безупречно чувствует, как передать в пейзаже великую борьбу природы». В целом, однако, композиция картины была оценена как слишком радикальная, и она оставалась непроданной вплоть до смерти Фридриха в 1840 году.
В XX веке работа оказала значительное влияние на арктические пейзажи канадского живописца Лорена Харриса и картину «Мёртвое море» английского художника Пола Нэша. Американский критик Рассел Поттер назвал картину образцовым примером «арктического возвышенного», повлиявшим в конце XIX века на творчество Фредерика Эдвина Чёрча и Уильяма Брэдфорда. Американский архитектор Том Мейн считает картину «Северный Ледовитый океан» важнейшим образцом отражения динамических отношений между архитектурой, пейзажем и природой. Картина появляется на обложках альбомов «The Mekons: Honky Tonkin» (1987) британской группы «The Mekons» и «Return to the Sea» (2006) канадской инди-рок-группы «Islands».